# Sika AG
Sika AG es una empresa global de productos químicos para los sectores de construcción y automoción, con sede en Baar, Suiza. Sika cotiza en la bolsa de valores suiza de SIX Swiss Exchange, cuenta con más de 34.000 empleados en más de 101 países, y en 2024 tuvo unas ventas totales de 11'763 millones de Francos Suizos.
Tanto para la construcción como para la manufactura, Sika desarrolla y comercializa especialidades químicas para impermeabilizar, adherir, amortiguar, reforzar y proteger estructuras.
En 2019, Sika adquirió el Grupo PAREX, una compañía global de productos químicos para la construcción con sede central en Francia, con 4,500 empleados y unas ventas anuales de 1.034 millones de Euros.

## Historia
En 1910 se funda la empresa Kaspar Winkler & Co. de Zúrich –que luego pasará a ser Sika, la empresa que desarrollaría un exitoso sistema de impermeabilización consistente en:
- Aditivos hidrófugos y acelerante de fraguado para morteros de cemento: Sika 1, 2, 3, 4.
- Agente de conservación / protección de piedra: PURIGO
- Sellador de juntas: IGAS

En 1911 ya se anunciaba la empresa de “Kaspar Winkler & Co. en la “Hoja Suiza de la Construcción”.
En 1919 la empresa se muda a Geerenweg, Zúrich-Altsetten donde obtiene un éxito sensacional con sus productos para la impermeabilización del túnel ferroviario San Gotardo, hecho que posibilitaría la electrificación de forma segura.
En 1921 se funda la primera fábrica Sika en Alemania.
En 1930 Kaspar Winkler (fundador de la empresa) se jubila y se retira a Lugano. A partir de entonces el Dr. Fritz. A. Schenker, esposo de su hija Klara, dirige la empresa e inventa el primer aditivo plastificante y retardante de fraguado para concreto (hormigón) llamado Plastiment.
En 1953, Francisca, hija de Schenker se casa con Romuald Burkard, quien 3 años después es nombrado Presidente y director general del Grupo Sika. 
En 1968, sale al mercado Sikaflex, sellador impermeable, que abre las puertas de la industria automovilística a la tecnología Sika en los años 80.
En los 90, Sika es ya un grupo cosmopolita que ha “conquistado” mercados en el Extremo Oriente, Turquía, Hungría, República Checa, Eslovaquia y Polonia; poco después llega también a Líbano y Costa Rica participando en una larga lista de proyectos en todo el mundo.
La calidad de sus productos y la innovación constante se han convertido en las cualidades determinantes para el crecimiento del grupo Suizo que en 2010 celebra su 100 aniversario con filiales en 72 países y más de 12,000 empleados a escala mundial.
En 2019, Sika lleva a cabo la adquisición de Parex, una compañía global de productos químicos para la construcción con sede central en Francia, con 4,500 empleados y unas ventas anuales de 1.034 millones de Euros.
Los mercados que atiende en ambas divisiones son:
División Construcción:
- Producción de Concreto (incluyendo prefabricados).
- Edificación y Vivienda.
- Infraestructura.
- Tunelería y Minería.
- Reforzamiento Estructural.
- Construcción y Mantenimiento Industrial.
- Distribución.

División Industria:
Con la incursión del sellador Sikaflex en la producción de automóviles surge un nuevo campo de acción para la empresa, la nueva división se denomina “Sika Industry”. El departamento de investigación y desarrollo de Zúrich realiza los primeros ensayos con los grandes fabricantes de automóviles y es gracias a los buenos resultados obtenidos con los adhesivos y selladores Sika, por lo que la División Industry se convierte en el segundo pilar del Grupo en un plazo breve.
En los 90s Sika provee también adhesivos y selladores para la  construcción de  pequeños veleros y grandes cruceros como el Queen Mary II.

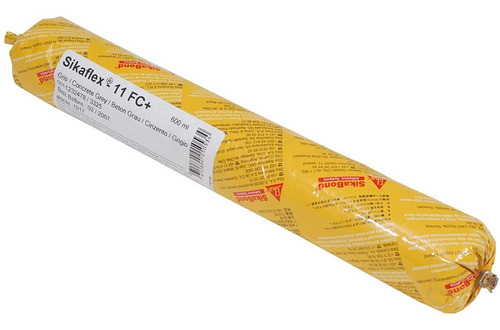
[https://cablexperu.ecwid.com/SIKAFLEX-11FC-PLUS-BLANCO-p140395085

- Fabricantes de Equipo Original Automotriz.
- Mercado de Repuesto Automotriz.
- Transporte (autobús, tráiler, tren y barco).
- Electrodomésticos, equipos y componentes.

## Significado del nombre y logotipo
Si bien la empresa nació en 1910 bajo el nombre de su fundador: “Kaspar Winkler & Co”, a los pocos años ya se le conocía como Sika. Sin embargo, no está del todo claro el origen de este nombre. Al respecto, existen tres hipótesis, que al día de hoy son compartidas por todos:  
- Sika en Esperanto significa SECO. Los primeros productos emblemáticos de la empresa fueron sus impermeabilizantes.
- Los impermeabilizantes para mortero están compuestos principalmente de silicato y calcio (SILIKAT y KALZIUM). Las primeras sílabas de estas palabras forman el nombre de la empresa.
- La esposa de Kaspar Winkler, el fundador de Sika, se llamaba Silvia. Algunos dicen que el nombre de la empresa simplemente es la unión de las primeras sílabas de los nombres del matrimonio Winkler.

No fue hasta comienzos de los 60 cuando el logotipo fue diseñado por Romuald Burkard (1925–2004), quien se casó con la nieta de Kaspar Winkler y fue director de la empresa. Fue él quien sentó las bases para el diseño corporativo. 
Desde el punto de vista creativo, el logotipo puede interpretarse de la siguiente manera: La pirámide  descansa sobre una base sólida. Es un símbolo de longevidad y de secretos bien guardados. La pirámide avala calidad y trasciende al paso del tiempo. Representa, al mismo tiempo, unidad y diversidad.

## Datos técnicos
Sika tiene ventas mundiales por más de CHF 11'700 millones (Francos Suizos).

El actual Director ejecutivo es Thomas Hasler quien sucedió a Paul Schuler en el primer semestre del 2021.

Desde el 15 de mayo de 2017 se produce su  incorporación al Índice de la Bolsa Suiza "Swiss Blue Chip" con el símbolo SIK y el ISIN CH0000587979, en este índice cotizan los más importantes valores de la economía Suiza.